# Siriella denticulata
Siriella denticulata is een aasgarnalensoort uit de familie van de Mysidae. De wetenschappelijke naam van de soort is voor het eerst geldig gepubliceerd in 1880 door Thompson.